# Провинциальная дорога Эльберфельд—Хитдорф
Провинциальная дорога Эльберфельд–Хитдорф (нем. Provinzialstraße Elberfeld–Hitdorf) — важная классифицированная дорога Прусского провинциального управления Рейнской провинции. Провинциальная дорога вела из города Эльберфельд (ныне район Вупперталя), который был независимым до 1929 года, в Хитдорф (ныне район Леверкузена) на Рейне. Оттуда имелось паромное сообщение с Кёльном, поэтому дорога также представляла собой связь с Кёльном.
Частично дорога проходила по старым колёсным транспортным путям. Например, Кёльнерштрассе в Вуппертале задокументирована как исторический колёсный путь.
Маршрут провинциальной дороги имеет историческое значение, поскольку он связывал экономику региона Бергишес с рейнским портом в Хитдорфе, который имел большое значение до строительства железной дороги. Значительная часть продукции земли Бергиш отправлялась на запад через этот порт.
Сегодня большая часть дороги классифицируется как земельная дорога L 427 и федеральная дорога B 229.

## Характеристика

### Вупперталь
В районе современного Вупперталя (бывший Эльберфельд) провинциальная дорога начиналась на улице Валль (нем. Wall) и вела на юг через Исландский мост (нем. Isländer Brücke) на реке Вуппер. Дорога поднималась на Йоханнисберг (в то время это был колёсный путь, на котором находилась деревня Ам-Холенвег, ныне район Вупперталя) и уходила далее по Кёльнерштрассе, что объясняет название этой дороги, ведущей в Кёльн. Маршрут продолжался через Штайнбек, Кроненбергерштрассе, которая вела к тогда ещё независимому муниципалитету Кроненберг, и Ханербергерштрассе. Далее был исторический центр поселения Кроненберг и провинциальная дорога по Золингерштрассе направлялась к переправе через Вуппер по мосту Кольфуртер в Золинген.

### Золинген
В Золингене сегодняшние улицы Кольфуртер-Брюке, Штёкен и Кроненбергер-штрассе выводили к центру города. В направлении Кёльна провинциальная дорога продолжалась по Кёльнерштрассе и выходила на сегодняшнюю федеральную автомагистраль 229 (Грюневальдерштрассе, Нойенхоферштрассе, Нойенкамперштрассе, Ауфдерхёештрассе, Ландверштрассе).

### Лангенфельд
В Лангерфельде провинциальная дорога также определяется федеральной трассой 229. От границ Золингена это Эльберфельдерштрассе, Хардт и Золингерштрассе до района города Иммиграт. В Иммиграте ныне пешеходная зона Золингерштрассе являлась частью дороги. Затем она продолжалась через Ганшполь и центр города Лангенфельд вдоль Хауптштрассе и Хитдорферштрассе на юг.

### Леверкузен
Конечной точкой провинциальной дороги становился посёлок и речной порт Хитдорф на Рейне.